# Tom Liwa

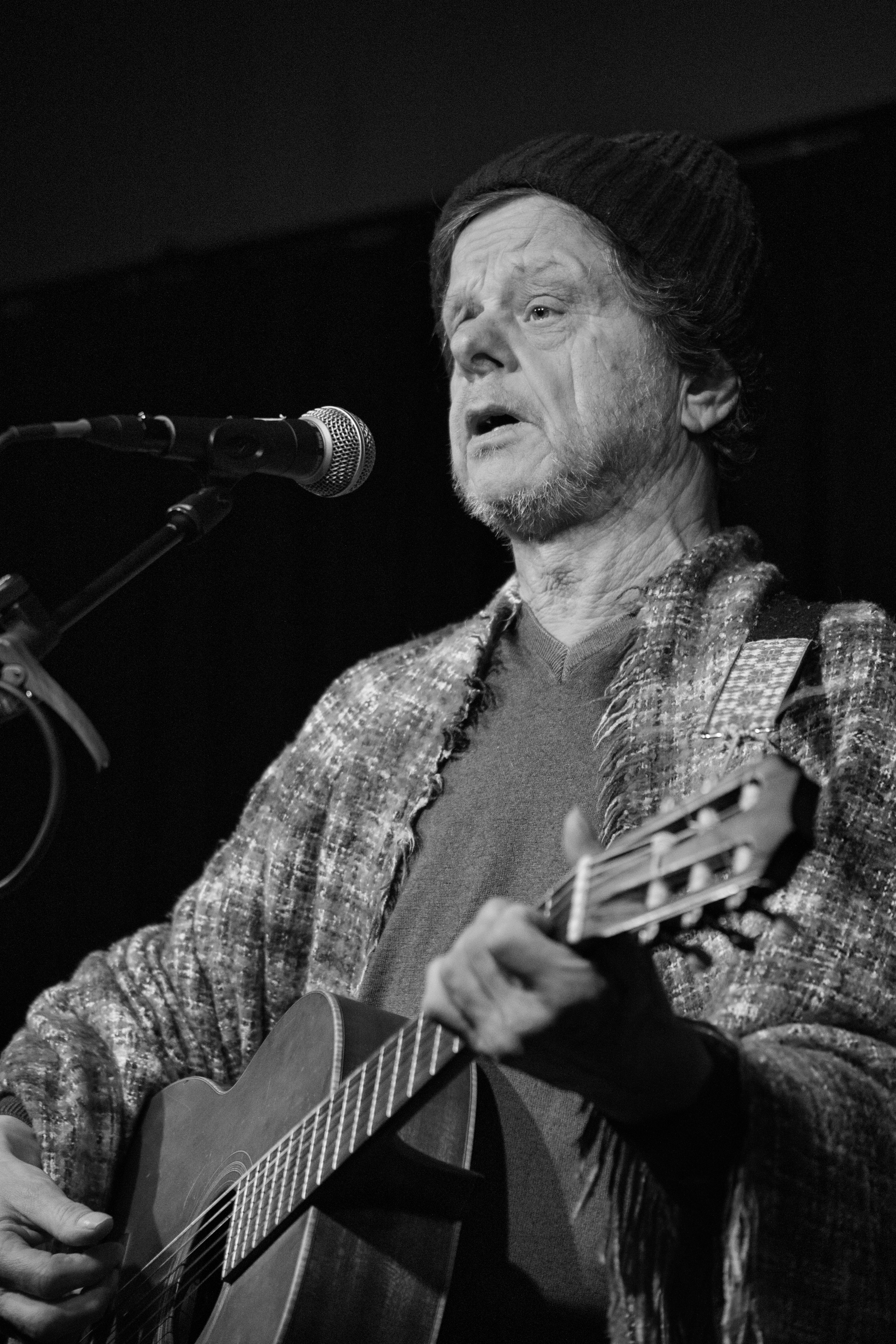
Tom Liwa im Club W71, 2025

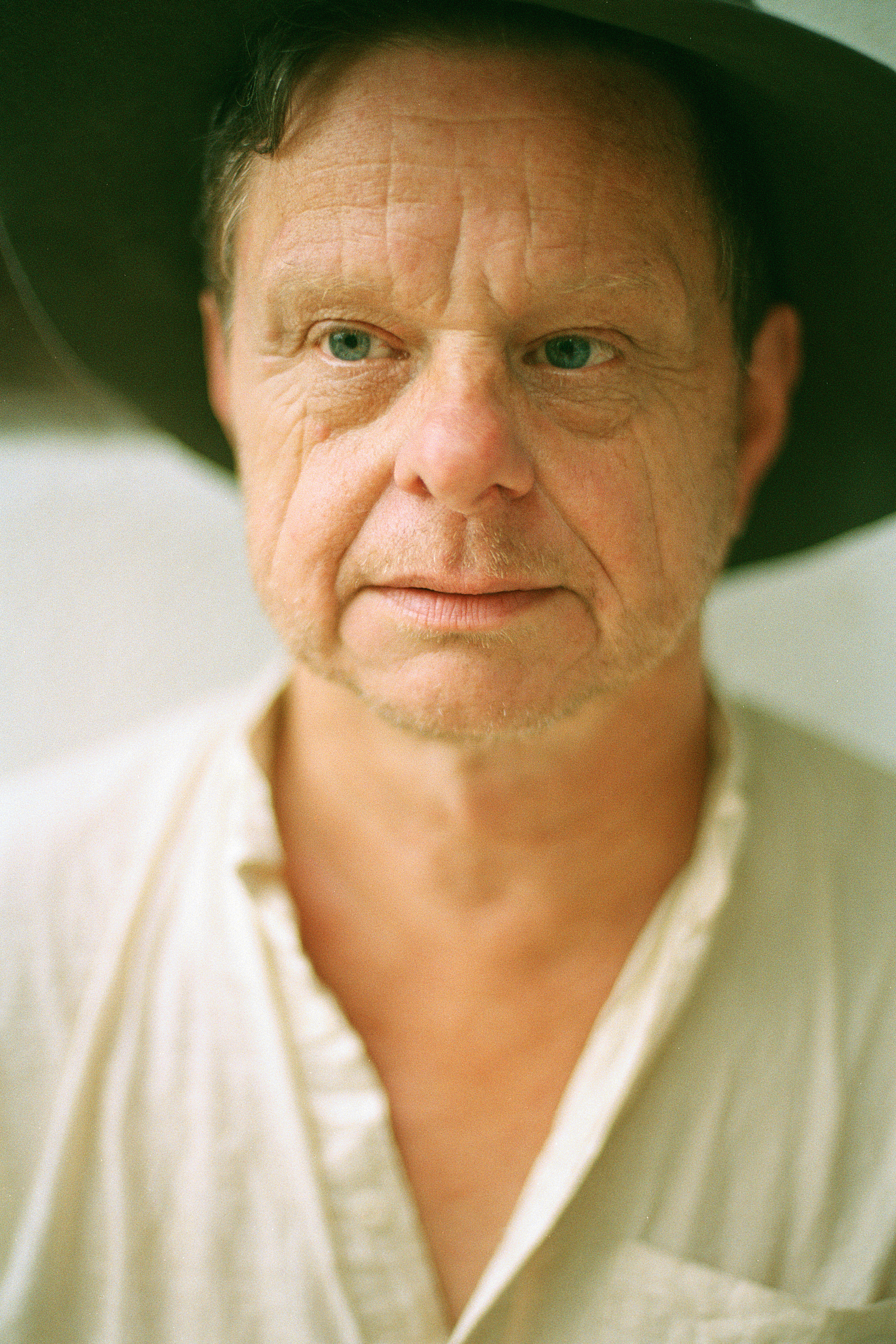
Tom Liwa, 2016

Tom Liwa (* 25. Oktober 1961 in Duisburg als Thomas Greiner) ist ein deutscher Sänger und Liedermacher.

## Leben
Tom Liwa gründete 1985 die Band Flowerpornoes, die es mit Unterbrechungen bis heute gibt. 1988 veröffentlichten sie ihr erstes Album Stardust Kiddies (What’s So Funny About).
Seitdem wechselt Liwa zwischen Bandgefüge und Solowerk, zudem beteiligt er sich immer wieder an verschiedenen Projekten: Paradies der Ungeliebten, Tim-Isfort-Orchester und viele mehr. Er gründete die Bands Sundown, Mikrosaivo, Marion van der Beeks Seven Sisters und Leuchtturmband. Mehrfach übernahm er die musikalische Leitung bei Theaterstücken (u. a. Salome, Theater Oberhausen 2019, Azzurro, Theater Bremen 2023) und war 2012 Kurator des Kulturfestivals Duisburger Akzente.
Der Regisseur Marc Ottiker drehte 2008 den Dokumentarfilm Wir haben die Musik mit und über Liwa. 2014 produzierte Liwa das Kinderhörspiel Krokodilslange Geschichten (Fressmann). 2020 startete er die Digital-Singles-Reihe Topic Tom de Terre (GIM Records), in der er aktuelle Themen aufgreift, die von Weltpolitik über Philosophisches bis zu Weihnachten reichen.
Liwa hat mehr als 30 Alben und etliche Bücher veröffentlicht. Neben den illustrierten Lyrik-Sammlungen Songs (Skarabäus-Verlag 2003), Bad Poetry (Vorsatz Verlag 2016) und Ganz normale Songs (Gonzo Verlag, 2018) erzählt er in Das Buch Tom (d,dmfk 2020) in 384 Hexagrammen von dem, was C.S. Lewis „den Wald zwischen den Welten“ nennt.
Zu seinem 60. Geburtstag brachte er im Oktober 2021 die mehrstündige Video-Compilation Die Geschichte des Horrorfilms (d,dmfk) heraus.
Liwas Album Eine andere Zeit (d,dmfk) wurde 2022 vom deutschen Rolling Stone zum Album des Jahres gewählt – als erstes deutschsprachiges Album überhaupt in der 28-jährigen Geschichte des Magazins.

## Diskographie

### Flowerpornoes
- 1987: Make Up
- 1988: Stardust Kiddies
- 1989: Pumpkin Tide
- 1989: As Trivial As Life And Death
- 1993: Mamas Pfirsiche (Für schlechte Zeiten)
- 1994: Red’ nicht von Straßen, nicht von Zügen
- 1996: Ich & Ich
- 2007: Wie oft musst du vor die Wand laufen bis der Himmel sich auftut?
- 2012: Ich liebe Menschen wie ihr
- 2015: Umsonst und draussen
- 2021: Morgenstimmung

### Solo
- 1998: Voeding (Glitterhouse Mailorder only) (auch komplett enthalten als „Hidden Tracks“ auf der Maxi „Funkysexy“)
- 2000: St. Amour
- 2001: Evolution Blues
- 2001: Staefa CH (Glitterhouse Mailorder only)
- 2002: Lopnor (zusammen mit Florian Glässing; Normal Records)
- 2002: Two Originals of Tom Liwa (Doppelalbum mit „Ich reite ein Pferd auf dem sonst nur Frauen reiten“ und „Nostalgia No Existe“)
- 2004: Dudajim
- 2004: Traumdeuter (zusammen mit Thomas Jarmer) (Single + 3 Videos)
- 2005: Glauberg/California (Glitterhouse Mailorder only)
- 2008: Komm Jupiter (zusammen mit seiner Begleitband „die Blauen Flecken“)
- 2009: Eine Liebe ausschließlich
- 2012: Goldrausch
- 2018: Ganz normale Songs
- 2020: Der, den mein Freund kannte
- 2022: Eine andere Zeit
- 2024: Primzahlen aus dem Bardo

### No Existe
- 2001: Tom Liwa No Existe
- 2002: Nostalgia No Existe (Enthalten in „2 Originals of Tom Liwa“)

### Sundown (Mike Krollmann und Tom Liwa)
- 2016: Crab Apple, Wild Cherry and Sloe

## Schriften
- Songs. Skarabeus Verlag 2003, ISBN 3-7082-3148-1.
- Bad Poetry. Vorsatz Verlag 2016
- Ganz normale Songs. Gonzo Verlag 2018
- Das Buch Tom. d,dmfk 2020